# Михайло де Рібас
Михайло-Емануїл Феліксович Де Рібас (15 березня 1808, Тузли — 3 квітня 1882, Одеса) — журналіст, дипломат. Віце-консул Неаполю в Одесі.

## Життєпис
Народився 15 березня 1808 року в Тузлах. Крім консульських обов'язків, займався літературною роботою, досліджував історію краю. У 1854 році став редактором найбільш популярної міської газети «Одеський вісник».
У рекомендації попереднього редактора Олександра Тройницького, зазначалося що Михайло Де-Рібас, досконало володів французькою мовою та мав високі професійні якості. За умовами нового призначення Михайло Феліксович прийняв у 1853 році російське підданство. Дослужився до чина титулярного радника, згодом став директором Одеської міської публічної бібліотеки.
Помер Михайло де Рібас 3 квітня 1882 року, його поховали на Першому Християнському кладовищі.

## Автор праць
- Науково-популярна праця «Нариси історії Одеси», написана за архівними джерелами Одеси та Неаполя, опублікована в 1988 році в Неаполі.

## Сім'я
- Батько — Фелікс де Рібас (1769—1845), молодший брат засновника Одеси Хосе де Рібаса. Генеральний консул Неаполя в Одесі (1808—1845)
- Мати — Октавія Качковська
- Дружина — Єлизавета Андріївна Ван дер Шкруф, з відомої одеської родини вихідців з Голландії.
- Діти — Станіслав-Олександр (1856)[4], Феліція-Марія (1868)[4], Іван-Артур (1870), Михайло, Луї-Антоній, Михайло-Людвиг, Аріадна, Рафаель та Алісія.